# Campeonato Mundial de Esquí Acrobático de 2003
El IX Campeonato Mundial de Esquí Acrobático se celebró en la localidad de Deer Valley (Estados Unidos) entre el 29 de enero y el 2 de febrero de 2003 bajo la organización de la Federación Internacional de Esquí (FIS) y la Asociación Estadounidense de Esquí y Snowboard.

## Medallistas

### Masculino
| Evento                     | Oro                                      | Plata                                  | Bronce                                |
| -------------------------- | ---------------------------------------- | -------------------------------------- | ------------------------------------- |
| Baches (31.01)             | Mikko Ronkainen · Finlandia · 28,09 pts. | Jeremy Bloom Estados Unidos 27,33 pts. | Toby Dawson Estados Unidos 27,22 pts. |
| Baches en paralelo (01.02) | Jeremy Bloom Estados Unidos              | Yugo Tsukita Japón                     | Toby Dawson Estados Unidos            |
| Salto aéreo (01.02)        | Dmitri Arjipov · Rusia · 259,65          | Alexei Grishin · Bielorrusia · 257,98  | Steve Omischl · Canadá · 251,20       |

### Femenino
| Evento                     | Oro                              | Plata                                    | Bronce                                     |
| -------------------------- | -------------------------------- | ---------------------------------------- | ------------------------------------------ |
| Baches (31.01)             | Kari Traa · Noruega · 27,99 pts. | Michelle Roark Estados Unidos 27,13 pts. | Stéphanie St. Pierre · Canadá · 26,46 pts. |
| Baches en paralelo (01.02) | Kari Traa · Noruega              | Marina Cherkasova · Rusia                | Shannon Bahrke Estados Unidos              |
| Salto aéreo (01.02)        | Alisa Camplin Australia 207,31   | Veronika Bauer · Canadá · 204,47         | Deidra Dionne · Canadá · 192,05            |

## Medallero
| Núm. | País           | Oro | Plata | Bronce | Total |
| ---- | -------------- | --- | ----- | ------ | ----- |
| 1    | Noruega        | 2   | 0     | 0      | 2     |
| 2    | Estados Unidos | 1   | 2     | 3      | 6     |
| 3    | Rusia          | 1   | 1     | 0      | 2     |
| 4    | Australia      | 1   | 0     | 0      | 1     |
| 4    | Finlandia      | 1   | 0     | 0      | 1     |
| 6    | Canadá         | 0   | 1     | 3      | 4     |
| 7    | Bielorrusia    | 0   | 1     | 0      | 1     |
| 7    | Japón          | 0   | 1     | 0      | 1     |
|      | TOTAL          | 6   | 6     | 6      | 18    |